# Chi Bạch yến
Chi Bạch yến, tên khoa học Serinus, là một chi chim trong họ Fringillidae.

## Các loài
- Serinus pusillus - Bạch yến trán đỏ
- Serinus serinus - Bạch yến châu Âu
- Serinus syriacus - Bạch yến Syria
- Serinus canaria - Hoàng yến Đại Tây Dương
- Serinus canicollis - Hoàng yến Cape
- Serinus flavivertex
- Serinus nigriceps
- Serinus estherae - Bạch yến núi
- Serinus thibetanus - Bạch yến Tạng

## Phân chiCrithagra

### NhómDendrospiza
- Serinus citrinelloides
- Serinus frontalis
- Serinus hyposticta
- Serinus capistratus - Hoàng yến mặt đen
- Serinus koliensis
- Serinus scotops

### NhómOchrospiza
- Serinus leucopygius
- Serinus menachensis - Bạch yến Yemen
- Serinus rothschildi - Bạch yến Ả Rập
- Serinus flavigula
- Serinus xantholaemus
- Serinus atrogularis
- Serinus reichenowi
- Serinus xanthopygius
- Serinus citrinipectus
- Serinus mozambicus - Hoàng yến trán vàng
- Serinus dorsostriatus

### NhómCrithagra
- Serinus donaldsoni
- Serinus buchanani
- Serinus flaviventris - Hoàng yến vàng
- Serinus sulphuratus
- Serinus albogularis

### NhómPoliospiza
- Serinus mennelli
- Serinus tristriatus
- Serinus gularis
- Serinus reichardi

### NhómPseudochloroptila
- Serinus totta
- Serinus symonsi

### Nhóm chưa xác định
- Serinus leucopterus
- Serinus striolatus
- Serinus burtoni
- Serinus rufobrunneus
- Serinus whytii
- Serinus melanochroa
- Serinus alario - Hoàng yến đầu đen (đôi khi được xếp vào chi Alario)
- Serinus ankoberensis

## Hình ảnh

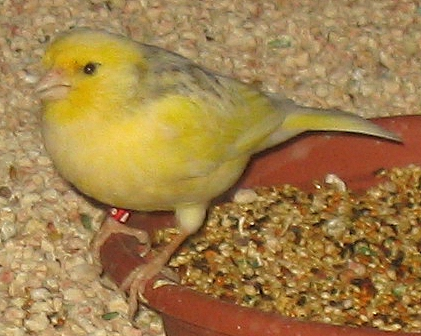
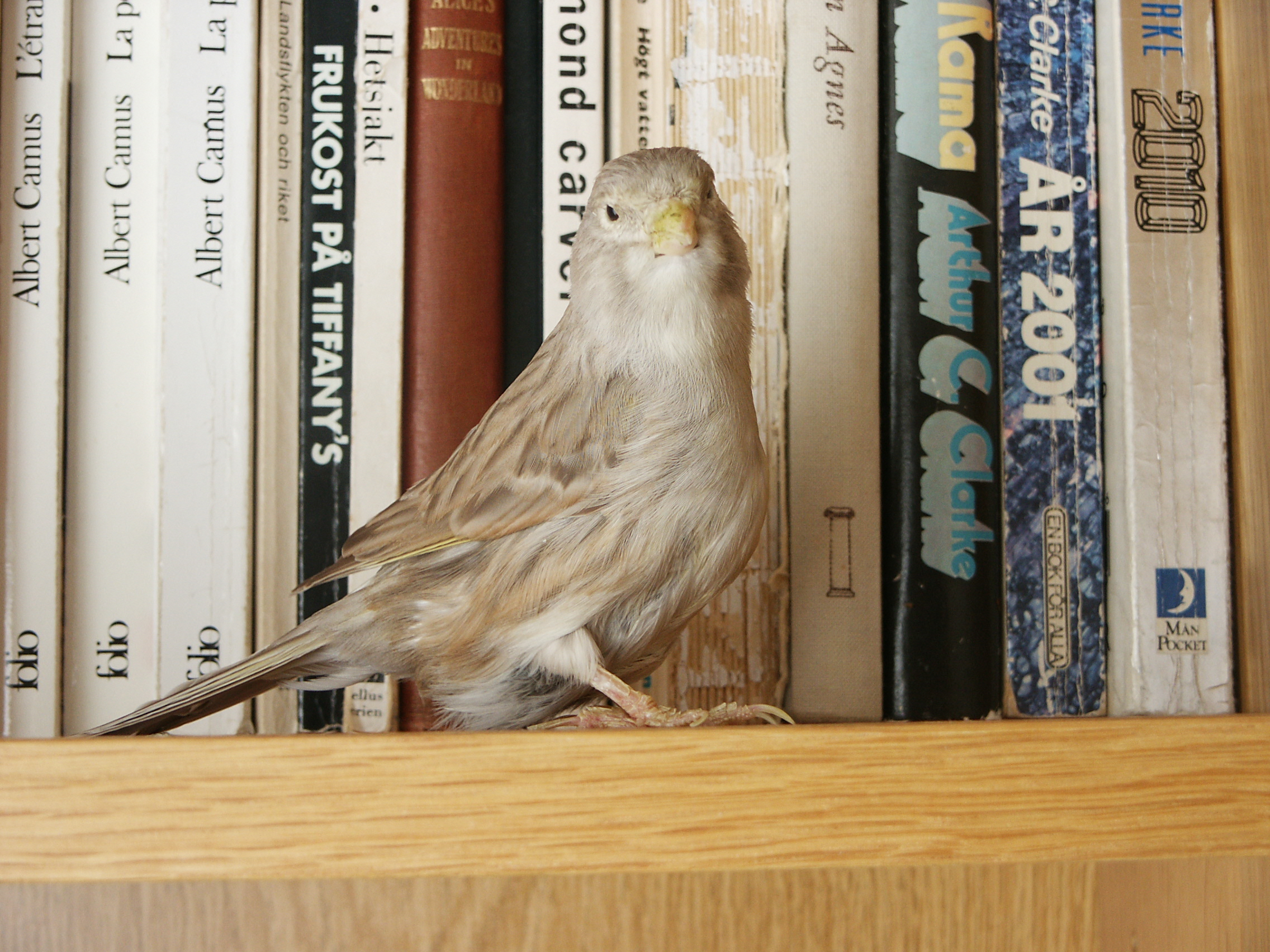
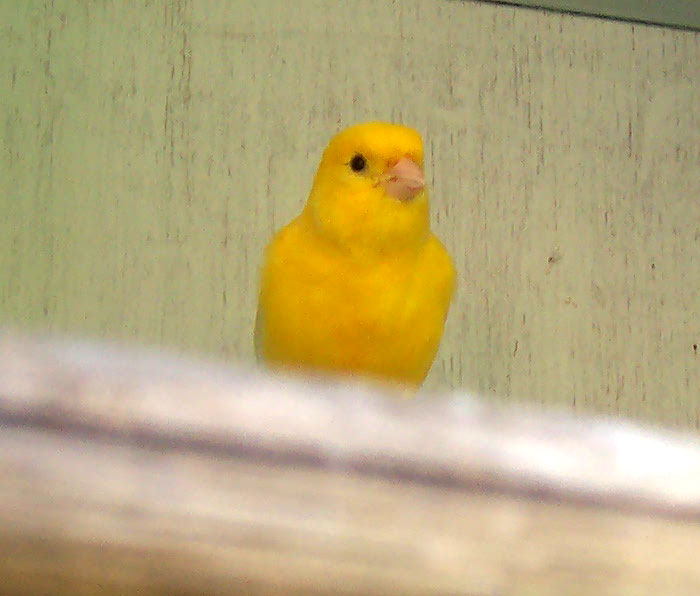
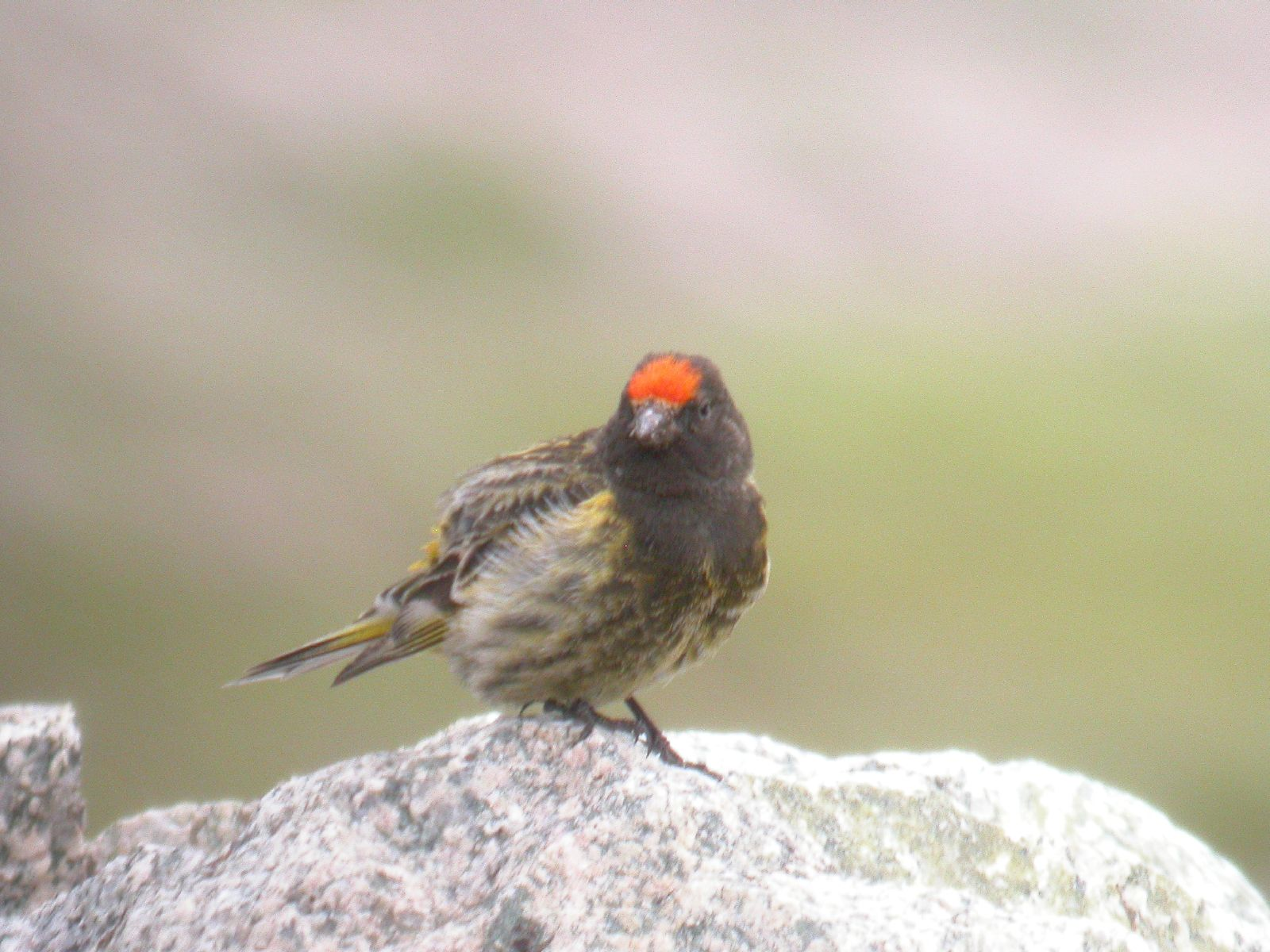
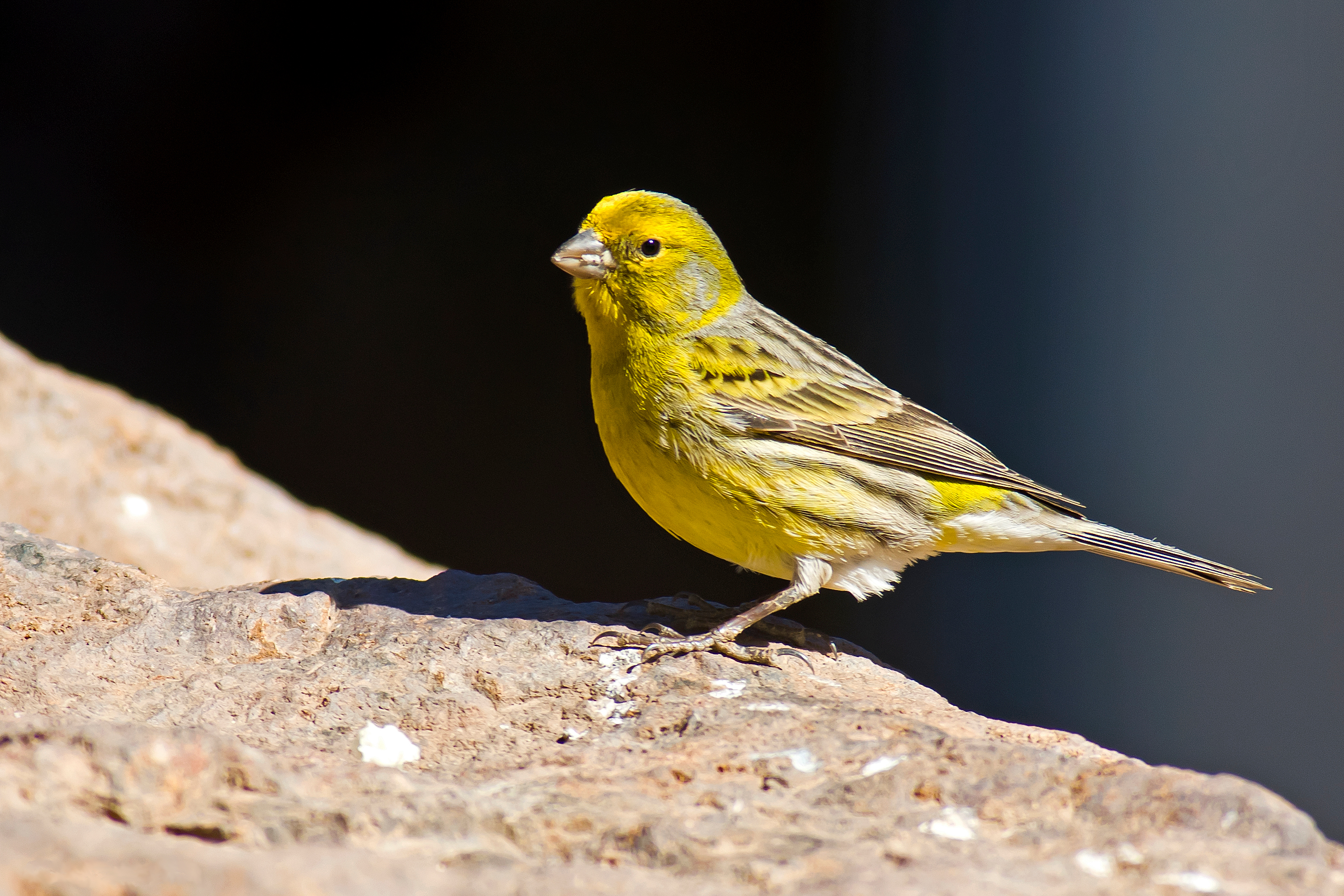
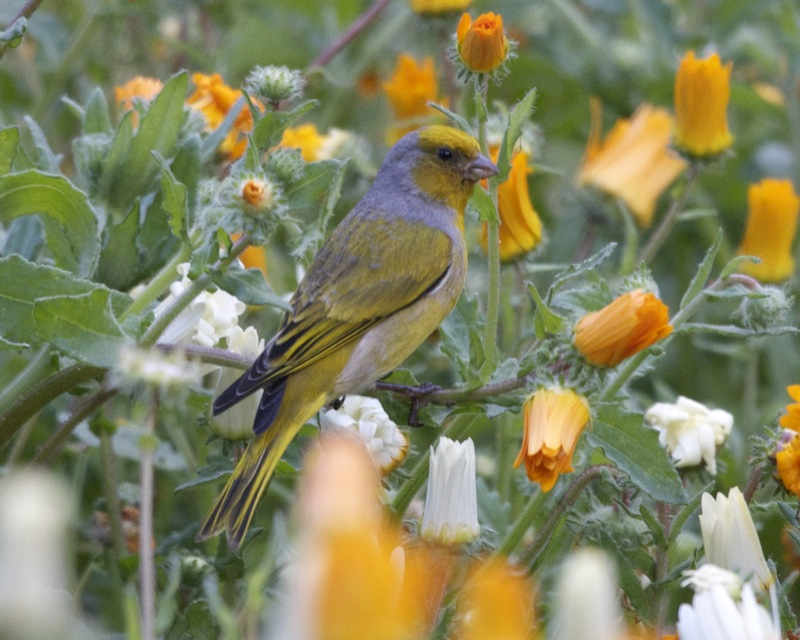